# Speonomus proserpinae
Speonomus proserpinae es una especie de escarabajo del género Speonomus, familia Leiodidae. Fue descrita por Abeille de Perrin en 1878. Se encuentra en Francia.